# Oede de la Couroierie
Oede de la Couroierie, conosciuto anche come Eude de Carigas e Odo de Corigiaria, (... – 1294), è stato un troviero artesiano.
Viene registrato all'inizio del 1270 come impiegato alla casa dal conte Roberto II, il quale spesso lo mandava in missioni diplomatiche. Stette al servizio di Roberto fino alla sua morte. Il suo testamento, fatto nel giugno del 1294, è a favore sia della sua mantenuta con i suoi due figli che per la vedova con i suoi tre. Nel suo testamento viene chiamato Odon de Paris e Odon de Saint-Germain. Nacque probabilmente nell'Île-de-France, nei pressi di Parigi.

## Canzoni e loro modelli
Tutte e cinque le canzoni di Oede sono modellate su quelle altrui.
- Chançon ferai par grant desesperance, modellata sull'anonima Au repairier que je fis de Provence
- Desconfortés com cil qui est sans joie, modellata sulla Desconfortés plain d'ire et de pesance di Gace Brulé
- Ma derreniere veul fere en chantant, modellata sulla Rois de Navarre et sire de virtu di Raoul de Soissons
- Tout soit mes cuers en grant desesperance, modellata sulla Desconfortés plain d'ire et de pesance di Gace Brulé
- Trop ai longuement fait grant consirvance, modellata sulla A l'entrant d'esté di Blondel de Nesle

## Fonti
- (EN)  Falck, Robert. "Oede de la Couroierie." Grove Music Online. Oxford Music Online. (url consultato il 20 settembre 2008).